# Claudio Milar
Claudio Milar est un footballeur uruguayen né le 6 avril 1974 à Chuy et mort le 15 janvier 2009. Il évoluait au poste d'attaquant.

## Carrière
- 1991-1993 : Danubio Fútbol Club ( Uruguay)
- 1993-1996 : Club Nacional de Football ( Uruguay)
- 1996-1997 : Club Deportivo Godoy Cruz Antonio Tomba ( Argentine)
- 1997-1998 : Esporte Clube Juventude ( Brésil)
- 1998-Jan 1999 : Sociedade Esportiva e Recreativa Caxias do Sul ( Brésil)
- Jan 1999-Juin 1999: Associação Atlética Portuguesa Santista ( Brésil)
- Juin 1999-Déc 1999: Clube Náutico Capibaribe ( Brésil)
- Déc 1999-Juin 2000: ŁKS Łódź ( Pologne)
- Juin 2000-Déc 2000: SE Matonense ( Brésil)
- Jan 2001-Juin 2001: Club africain ( Tunisie)
- Juin 2001-Déc 2001: Botafogo ( Brésil)
- Jan 2002-Juin 2002: EC Pelotas-RS ( Brésil)
- Juin 2002-2003: Hapoël Kfar Sabah ( Israël)
- 2003-2004 : Grêmio Esportivo Brasil ( Brésil)
- 2004-Jan 2005 : Pogoń Szczecin ( Pologne)
- Jan 2005-Juin 2005: Grêmio Esportivo Brasil ( Brésil)
- 2005-2006 : Pogoń Szczecin ( Pologne)
- 2006-2009 : Grêmio Esportivo Brasil ( Brésil)[1]